# Richie Furay

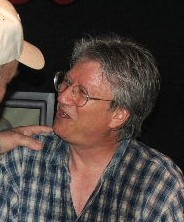
Richie Furay.

Richie Furay (9 de mayo de 1944) es un músico de rock de finales de los años 60 y principios de los 70, fue guitarrista y compositor de los legendarios Buffalo Springfield, que junto a Neil Young y Stephen Stills formaron en 1966, luego de la disolución de esta banda, encaran junto a Jim Messina y Rusty Young un grupo denominado POCO, una agrupación de country rock, menos experimental que su banda anterior, pero con una calidad indiscutible, junto a esta agrupación, tuvo notables discos a fines de los años 60 como Pickin' Up the Pieces o entrando en los 70 como From the Inside, su salida en esa misma década coincide con un proyecto denominado Souther-Hillman-Furay Band, junto al exmiembro de los Flying Burrito Brothers, Chris Hillman y JD Souther ex-Longbranch, este proyecto tuvo vida entre 1975-1976, posteriormente siguió con varios discos en solitario que no tuvieron la repercusión esperada.

## Discografía

### Buffalo Springfield
- Buffalo Springfield
- Last Time Around
- Again

### Poco
- Pickin' Up the Pieces
- by Poco
- A Good Feelin' to Know
- Deliverin
- From the Inside
- Crazy Eyes
- Poco Live
- Poco Seven
- Legacy
- Rose of Cimmarron
- Legend

```
 (Discografía incompleta)
```

### Southern hillman furay band
- Trouble in Paradise
- The Souther Hillman Furay Band

### Como solista
- I've Got a Reason
- Dance a Little Light
- I Still Have Dreams
- Seasons Of Change
- In My Father's House
- I Am Sure
- Hand in Hand

- Datos: Q48999
- Multimedia: Richie Furay / Q48999